# 嵯峨空哉
嵯峨 空哉（さが そらや、1969年4月18日 - ）は日本の女性ゲームデザイナー。本名・高橋香。夫はゼノギアス・ゼノサーガシリーズ原作者の高橋哲哉。旧姓は田中（スクウェア時代のクレジットにはこちらが使用されている）。

## 来歴
1991年、スクウェア（現・スクウェア・エニックス）に入社。『ファイナルファンタジーV』『ファイナルファンタジーVI』（以下、FFV、FFVI）などの制作に携わる。この際、FFVIの「フィガロ兄弟」のキャラクター設定を担当した。その後高橋哲哉と入籍、1996年、出産を機に退社。以降はフリーランスで活動している。ゼノサーガ制作の時期から嵯峨空哉（Soraya Saga）名義を使用。 
『ゼノギアス』『ゼノサーガ エピソードI』の脚本にも関わっていたが、『ゼノサーガ エピソードII』では新ディレクター新井考による製作陣入れ替えが行われていた為、既にできていた原案・脚本の一部が採用されたのみで正式に開発には関わっていない。また『パイドパイパー』については既にできていた脚本の無償修正という形の参加になっている。

## 同人活動
以前は嵯峨栗生（Clio Saga）のペンネームを使用。同人サークルでは『アンジェリーク』や『ゼノギアス』の同人誌（女性向けを含む）を手がけた。
旧ウェブサイトにはゼノギアスに関するページも置かれ、「モノリスソフト」設立の経緯や、『ゼノサーガ エピソードII』降板についての記事も掲載された。

## 関連作品

### ゲーム
名義：田中香
- 『ファイナルファンタジーIV イージータイプ』（1991年、スクウェア）：マップデザイン
- 『ファイナルファンタジーV』（1992年、スクウェア）：マップデザイン
- 『ファイナルファンタジーVI』（1994年、スクウェア）：フィールドグラフィックデザイナー・フィガロ兄弟設定
- 『ロマンシング サ・ガ3』（1995年、スクウェア）：メニュー&ワールドマップグラフィック・サブキャラクターグラフィック
- 『ゼノギアス』（1998年、スクウェア）：ストーリー原案・サブキャラクター原案（内部デザイン資料では嵯峨栗生名義を使用）

名義：嵯峨空哉
- 『ゼノサーガ エピソードI［力への意志］』（2002年、モノリスソフト）：原案・脚本・キャラクター原案
- 『アンジェリーク エトワール』（2003年、コーエー）：コスチュームデザイン協力
- 『ゼノサーガ エピソードII［善悪の彼岸］』（2004年、モノリスソフト）：原案補佐・脚本初稿
- 『ゼノサーガ・パイドパイパー』（2004年、モノリスソフト）：脚本・脚本リライト
- 『ソーマブリンガー』（2008年、モノリスソフト）：脚本
- 『ゼノブレイド2』（2017年、モノリスソフト、任天堂）：レアブレイドデザイン

### コミック
名義：嵯峨栗生
- 『ガントレット・レジオン』（1995年、コミックマスター（ホビージャパン）連載）：漫画
- 『Xenogears コミックアンソロジー』 （1998年、ムービック）：イラスト・コミック
- 『アンジェリーク ラブラブ通信』シリーズ （コーエー）

### その他
名義：嵯峨栗生
- アニメムック『勇者王ガオガイガー プロジェクトガオガイガー』（1997年、メディアワークス）：コラム
- 『Xenogears PERFECT WORKS ～the Real thing～ スクウェア公式 ゼノギアス設定資料集』（1998年、デジキューブ）：短編小説
- 『ダイナマイト刑事』シリーズ（著：六道慧、C★NOVELSファンタジア（中央公論新社））：イラスト